# Пушкари (Киров)
 Пушкари — деревня в Кировской области. Входит в состав муниципального образования «Город Киров»

## География
Расположена на расстоянии примерно 6 км по прямой на северо-запад от железнодорожного вокзала станции Киров.

## История
Известна с 1678 года как починок Протасовской с 2 дворами, в 1764 35 жителей, в 1802 3 двора. В 1873 году здесь (деревня Протасовская или Зубари) дворов 8 и жителей 68, в 1905 (Протасовская 1-я или Пушкари) 7 и 49, в 1926 (Пушкари или Протасовская 1-я) 13 и 62, в 1950 8 и 32, в 1989 11 жителей. Настоящее название утвердилось с 1939 года. Административно подчиняется Октябрьскому району города Киров.

## Население
Постоянное население составляло 0 человек в 2002 году, 3 в 2010.